# Pietro Della Valle
Pour les articles homonymes, voir Della Valle.
Pietro Della Valle dit il Pellegrino (« le voyageur »), né le 11 avril 1586 à Rome et mort le 21 avril 1652, est un aventurier, poète, musicien et explorateur italien du XVIIe siècle, qui identifia Babylone, révéla l’existence de l’écriture cunéiforme et devint un des premiers spécialistes de l'assyriologie. Il est surtout connu du grand public pour avoir fait connaître les chats persans et le café turc. La plus grande partie de sa musique s'est perdue : un oratorio Esther, un dialogue de Sophonisbe et Massinissa, des dialogues écrits sur des textes de Luís Vaz de Camões…

## Biographie
Né à Rome dans une famille riche et noble, Pietro Della Valle eut une jeunesse turbulente. Peut-être pour s'en débarrasser, le pape l'envoie libérer des Chrétiens prisonniers en Tunisie. Au cours du voyage, Pietro Della Valle trouve un coffret de bijoux qui fera alors sa fortune. Arrivé sur place, il découvre des prisonniers déjà libres, convertis à l'Islam, qui ont fondé une famille et ne souhaitent pas revenir. C'est sans doute à partir de ce moment-là qu'il adopte une position d'ouverture et de relativisme vis-à-vis des différences de cultures.
De retour à Rome, il fait la connaissance d'un médecin, érudit, Mario Schipano, qui lui donne ses premières leçons d'arabe et lui ouvre l'esprit sur les autres civilisations. C'est à cette époque qu'il compose le livret d'un mini-opéra, avec son maître de musique Paolo Quagliati, « Il carro di fedelta d'amore » qui sera joué sur un char dans les rues de Rome (Apollon, dieu du soleil est tombé amoureux d'Amaryllis, déesse de l'aurore, sans l'avoir jamais vue, puisqu'elle le précède et disparaît chaque matin avant son lever…).
Il décide ensuite d'entreprendre un pèlerinage en Terre Sainte (qui durera 12 ans), et demande à Schipano de publier au fur et à mesure ses lettres en les traduisant (en français, allemand, hollandais…). Après avoir été intronisé « pèlerin » ( Pellegrino »), au cours d'une cérémonie dans une église de Naples, il s'embarque le 8 juin 1614 à Venise sur le galion Il Gran Delfino. Après un voyage de quelques mois sans histoires — il regrette de n'avoir rencontré ni tempêtes, ni pirates — et après avoir essayé de retrouver des traces de la mythologie dans les îles grecques, il arrive à Constantinople. Il y fréquente le monde des ambassadeurs autour du palais de Topkapi. Il décrit tout ce qu'il voit, mœurs, coutumes, architecture et en particulier la musique, celle des Janissaires, à laquelle il préfère celle des derviches. 
Il reste un an et demi à Constantinople, il apprend le turc, puis repart en bateau le 25 septembre 1615 pour Alexandrie et Le Caire où il découvre la musique égyptienne et les danseuses du ventre, il retourne plusieurs fois les voir pour se convaincre de ne pas aimer ce genre. Il arrive enfin à Jérusalem et effectue une visite au Tombeau des Patriarches à Hébron. C'est à Saqqarah qu'il découvrit deux momies tardives à portraits, aujourd'hui conservées dans les Collections nationales de Dresde : datées de la fin du IIIe s., elles présentent les premiers « portraits du Fayoum » découverts par l'Occident. 
Ayant atteint le but de son pèlerinage, il quitte l'habit de pèlerin mais poursuit son voyage vers Alep. Il veut rapporter en Italie un compte rendu de voyage exceptionnel, et tout ce qui lui semble digne d'intérêt : épices, objets, instruments de musique. Il veut par-dessus tout rencontrer le Shah de Perse Abbas Ier le Grand, pour lui proposer une alliance avec les Cosaques contre les Turcs (Della Valle, qui a grandi en pleine Contre-Réforme, est un lecteur passionné de la Jérusalem libérée du Tasse).
Il quitte Alep pour Bagdad, rejoignant une caravane de 1 500 personnes, et y ajoutant ses chevaux et ses tentes dont la magnificence fait l'admiration des habitants. Au cours d'une étape, un inconnu lui parle de son amour malheureux pour une jeune fille de Bagdad : Sita Maani. Della Valle conçoit peu à peu une véritable passion pour elle, et à marche forcée il rejoint Bagdad en octobre 1616 pour lui déclarer sa flamme. Il arrive à convaincre difficilement les parents et annonce à Schipano qu'il part le 4 février 1617 avec sa nouvelle épouse vers Ispahan en Perse, avant de rentrer en Italie. Arrivé le 22 février 1617,  la ville lui parait encore plus belle qu'Istanbul, il y attendra le retour du Shah Abbas Ier, occupé par la guerre contre les Ottomans. Un an plus tard il décide de rejoindre le roi à Ferhabad. Il peut s'entretenir longuement avec lui, mais les succès persans contre Istanbul rendent vain son projet d'alliance. Les Persans négocient en vainqueurs une paix favorable.
Après cet échec, et Schipano ne répondant plus à ses lettres, la nostalgie, la peur d'être oublié dans sa patrie, jettent Pietro dans une profonde dépression. En septembre 1622, il commence son retour, le groupe se compose de Pietro, Maani et son frère, une servante georgienne de 12 ans Maria Tinatin dite Mariuccia, et quelques serviteurs. Après avoir visité l'antique Persépolis, et la province de Qazvin, ils arrivent à Mina au bord du Golfe Persique, région infestée par la malaria, et ils tombent malades. Maani enceinte perd son enfant et meurt. Pietro veille le cadavre pendant sept nuits, puis le fait embaumer pour satisfaire aux dernières volontés de sa femme : arriver à Rome. Malade lui-même, soigné à Chiraz par un médecin persan, il s'embarque enfin à Ormuz, le 16 janvier 1623, sur un vaisseau anglais, le Whal. Il débarque un mois plus tard à Surate, sur la côte occidentale de l'Inde. Il y reste un an et sillonne cette côte jusqu'à Calicut au Sud. Dans les huit lettres envoyées de l'Inde, il se dépeint comme « une ombre malheureuse ». Il y décrit le système des castes, l'éducation réciproque des jeunes gens, la musique à Goa, tant occidentale qu'indienne.
Le 17 décembre 1624, il quitte l'Inde en bateau pour Mascate (Oman), Bassorah, Alep et Alexandrette. Il arrive à Naples le 5 février 1626. Le récit de ce retour est rempli de retards, problèmes, vexations, et de la présence du corps embaumé de Maani, qu'il doit défendre contre la curiosité et la cupidité de ceux qui imaginent un autre genre de trésor. Ce récit contraste avec les vives descriptions de couleurs, costumes, usages, et la débauche de luxe qui l'ont accompagné lors de son arrivée en Orient. Il rentre de nuit à Rome, incognito, estimant que son état de veuf lui interdit toute festivité.
Il veut montrer à ses proches la beauté de sa femme : le corps est bien conservé par le camphre, mais le visage est totalement décomposé. Maani est enterrée dans un tombeau magnifique dans le caveau familial de l'église Santa Maria d'Aracoeli sur le Capitole.
Le pape Urbain VIII reçoit Pietro et l'élève à la dignité de cameriere d'onore di spada e di cappa. Il reprend ses études de langues orientales et de musique. Il écrit un discours pour défendre l'opéra naissant contre l'ancienne polyphonie. Il correspond avec Giovanni Battista Doni, illustre théoricien de la musique, reçoit le grand luthiste Kapsberger, fait jouer ses serviteurs sur les instruments qu'il a rapportés : qanun, vînâ, setâr, et construit des instruments fantastiques: « viole panharmonique » et « clavecin enharmonique » (à trois claviers, un en do, un en mi bémol, et un en fa dièse, pour jouer plus juste, afin que le si bémol ne soit pas identique au la dièse comme sur un clavier ordinaire).
Il épouse Maria Tinatin, la jeune suivante de sa femme décédée, qui lui donnera 14 enfants. Sa vie studieuse et familiale est interrompue par un incident : le 6 avril 1636, durant la procession du Santissimo Rosario, en présence du pape, il intervient dans une querelle entre ses serviteurs et ceux de la famille Barberini et tue l'un de ces derniers. Il se réfugie à Paliano dans une forteresse des Colonna, et rentre à Rome un an plus tard, gracié par le pape. Il compose en 1640 un oratorio Per la festa della Santissima Purificazione, « Dialogue en musique à cinq voix, avec cinq tons différents: dorien, phrygien, éolien, lydien et hypolydien », tellement magistral, qu'il fut refusé pour sa trop grande audace harmonique, et jamais exécuté en public (le texte est très proche du passage sur la présentation au temple de l'évangile de saint Luc). 
Il meurt le 21 avril 1652, et est enterré dans la chapelle dédiée à saint Paul dans l'église Santa Maria d'Aracoeli, mais aucune plaque n'indique actuellement le lieu de la sépulture.

## Sources
D'après Fiorella Giannuzzi et Jean-Christophe Frisch, Ensemble de musique baroque XVIII-21, CD Pellegrino, il viaggio di Pietro Della Valle.

## Œuvre
- Voyages de Pietro Della Valle, gentilhomme romain, dans la Turquie, l'Égypte, la Palestine, La Perse, Les Indes orientales, et autres lieux, Nouvelle édition, revue, corrigée et augmentée, 1745. – Sur Archive: Tome 1 : lettres 1-10 de Constantinople, 11-12 du Caire. - Tome 2 : lettres 13-15 d'Alep (13 sur Jérusalem), 16 du Désert, 17-18 de Bagdad, 1-2 d'Ispahan. - Tome 3 : lettres 3-4 d'Ispahan. - Tome 4 : lettres 5-7 d'Ispahan. - Tome 5 : lettres 8-14 d'Ispahan, 15-16 de Shiraz. - Tome 6 : lettres 16 de Shiraz (fin), 17 de Combru, 18 du vaisseau de la baleine, lettre 1 de Surat. - Tome 7 : lettres 2 à 9 de Goa, Onor, Ikkerl, Magalor, Mascat. - Tome 8 : lettres 10 (Bassora), 11 (Alep), 12 (Chypres), 13 (Malte), 14 (Syracuse), 15 (Messine), 16-18 (Rome).